# 石野基道
石野 基道（いわの もとみち、1871年5月29日（明治4年4月11日） - 1938年（昭和13年）3月30日）は、明治時代から昭和時代の華族（子爵）。掌典を務めた。位階および勲等は従二位・勲五等。旧公卿家。

## 生涯
石野基佑子爵の三男（母の田鶴野は京都府士族山田伊織長女で1837年（天保8年）生）として、1871年（明治4年）に生まれる。兄は持明院基哲子爵。
先代の石野基将は山本実城子爵の子で父基佑の養子となっていたが、1886年に廃嫡となったため基道が子爵を継いだ。学習院中等科を卒業し、1897年に殿掌となる。のちに宮内省内匠寮京都出張所殿掌や掌典となった。趣味は謠曲。

## 家族
- 妻：孝子（1875年 - 1920年） - 梅上沢融の三女[3]
- 養女：慈榮（1887年 - ） - 石野基将長女、京都大聖寺門跡
- 二女：道子（1895年 - ） - 福井県人二條源遵妻
- 三女：和子（1897年 - ） - 兵庫県人本咲利一郞の長男利之助妻
- 四女：彰子（1900年 - ） - 德川圀順侯爵の妻[4]
- 長男：基恒（1903年 - 1963年）
- 次男：基輝（1907年 - 1931年）
- 姉：満子（1862年 - 1941年） - 松園尚嘉男爵の妻[3]